# Blagoje Paunović
Blagoje Paunović, né le 4 juin 1947 à Pusto Šilovo (alors en RFS Yougoslavie) et décédé le 9 décembre 2014, est un joueur de football serbe, international yougoslave, devenu entraineur.
Défenseur du FK Partizan Belgrade, Paunović compte 39 sélections en équipe de Yougoslavie, entre 1967 et 1973. Il est le père du footballeur international serbe Veljko Paunović.

## Biographie
Révélé au FK Partizan Belgrade, Paunović en porte le maillot pendant dix saisons, de 1965 à 1975, soit 451 matchs et cinq buts toutes compétitions confondues. Il est deux fois vice-champion de Yougoslavie, en 1968 et 1970. Il fait ses débuts en équipe de Yougoslavie le 12 novembre 1967, contre l'Albanie, et participe à l'Euro 1968, où il forme avec Miroslav Pavlović et Dragan Holcer une ligne arrière redoutable. Il est titulaire en finale, perdue face aux Italiens en match d'appui. Il participe notamment à la Coupe de l'Indépendance du Brésil en 1972 et honore sa dernière sélection le 4 février 1973.
En janvier 1976, à 28 ans, Paunović quitte la Yougoslavie pour rejoindre le FC Utrecht, aux Pays-Bas. Après deux saisons, il est prêté à l'OFK Kikinda, en Serbie, puis part aux Oakland Stompers (en), en Ligue nord-américaine de football, où il est appelé Paki Paunovich. Il termine sa carrière en 1979 à Belgrade, au FK Sinđelić. 
Il se reconvertit comme technicien et devient successivement l'adjoint d'Ivan Osim, Ljubiša Tumbaković puis Vladimir Vermezović au Partizan Belgrade. Entretemps, il est nommé pendant quelques semaines à la tête du CD Logroñés en Espagne pendant la catastrophique saison 1994-1995. Il dirige le FK Teleoptik de 1999 à 2002, le FK Smederevo en 2009-2010 et le BASK Belgrade en 2010-2011.